# Kate Sheppard
Katherine Wilson Sheppard, mieux connue sous le nom de Kate Sheppard, née Katherine Wilson Malcolm à Liverpool en 1847 ou 1848 et morte à Christchurch le 13 juillet 1934, fut la plus célèbre et la plus influente des suffragettes néo-zélandaises.
Ses efforts en faveur du suffrage féminin aboutirent à ce que la Nouvelle-Zélande devienne, en 1893, le premier pays au monde à accorder le droit de vote aux femmes. Ses convictions s'ancraient dans le socialisme chrétien. 

## Biographie
Kate Sheppard naît à Liverpool, le 10 mars 1847 ou 1848. Elle est la fille de Andrew Wilson Malcolm (1819–1862), employé de bureau, et de Jemima Crawford Souter. À la suite du décès de son père en 1862, sa mère emmena Katherine, ainsi qu'une de ses sœurs et ses deux frères, vivre en Nouvelle-Zélande en 1868. La famille s'installa à Christchurch, où vivait déjà l'une des sœurs de Katherine. Le 21 juillet 1871, elle épousa Walter Allen Sheppard, un épicier. Ils eurent un fils, Douglas, le 8 octobre 1880.
À la fin des années 1880, elle fut membre fondatrice de la branche néo-zélandaise de la Woman's Christian Temperance Union, une ligue de tempérance chrétienne. Outre son opposition à l'alcool, la ligue prônait le droit de vote pour les femmes, afin de faciliter la mise en place de réformes législatives et sociales en faveur du bien-être des femmes et des enfants. En 1887, la ligue se subdivisa en départements, et Kate Sheppard fut chargée du militantisme pour le suffrage féminin. Elle écrivit notamment des lettres à la presse, ainsi que des pamphlets qu'elle distribua avec les autres participantes au mouvement. En 1891 et en 1892, elle présenta des pétitions au Parlement, demandant le droit de vote pour les femmes. En juin 1891, elle inaugura, puis rédigea régulièrement, une page féminine dans The Prohibitionist, journal du mouvement de tempérance.
En 1893, porté par une vague de soutien populaire, son mouvement déposa une troisième pétition au Parlement. Celle-ci aboutit à l'adoption de la loi électorale de 1893, qui accorda le droit de vote aux femmes. Le premier ministre Richard Seddon, qui s'était initialement opposé au mouvement, envoya un télégramme de félicitations à Kate Sheppard, tandis que le Gouverneur David Boyle (Lord Glasgow) lui offrit le stylo avec lequel avait été signé le texte de loi. Kate Sheppard se consacra alors à mobiliser les femmes afin qu'elles s'inscrivent sur les listes électorales. Elles furent 65 % à voter lors des élections législatives de 1893.
En 1894, elle retourna en Angleterre avec son mari et son fils, et participa au mouvement britannique en faveur du droit de vote pour les femmes, qui avait été revigoré par la victoire néo-zélandaise. Elle revint en Nouvelle-Zélande en 1895 et lança White Ribbon, le journal de la Woman's Christian Temperance Union, et milita pour que les femmes obtiennent le droit de se présenter aux élections législatives, et non pas seulement de voter. Ce droit leur fut accordé en 1919.
Son mari mourut en 1915. En 1925, elle épousa William Sidney Lovell-Smith, un imprimeur féministe, qui décéda quatre ans plus tard. Kate Sheppard, devenue Kate Lovell-Smith, mourut à son tour le 13 juillet 1934, à Christchurch.

## Hommage
Le buste de Kate Sheppard apparaît aujourd'hui sur les billets de banque ayant une valeur de dix dollars néo-zélandais.

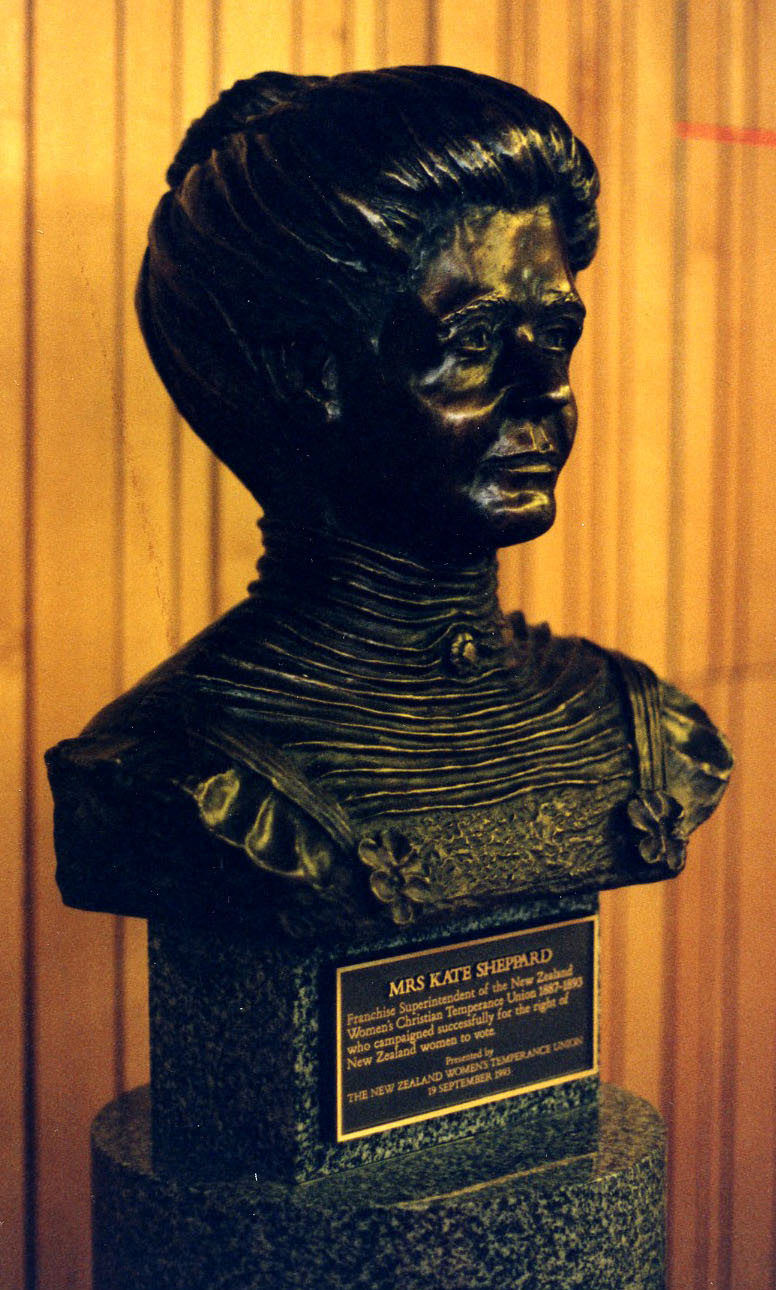
Buste de Kate Sheppard.